# Préfecture de Nara
Nara (奈良県, Nara-ken) est une préfecture du Japon située au milieu de la péninsule de Kii dans la Région du Kansai. La population de la préfecture est de 1 306 707 habitants (au 1er septembre 2022) pour une superficie de 3 691,09 km2.
Nara est la capitale et la plus grande ville de la préfecture. Avec Ikoma et Kashihara, elle fait partie des trois villes de plus de 100 000 habitants de la préfecture.
La préfecture de Nara à la particularité d'avoir deux sites classés au Patrimoine mondial de l'UNESCO.

## Histoire
La préfecture de Nara est considérée comme l'une des plus anciennes régions du Japon. Elle était connue sous le nom de Province de Yamato. C'est dans cette préfecture qu'a été érigé l'une des premières capitales fixes du Japon impériale, à l'Époque de Nara avant d'être remplacé par Kyōto. 
L'actuelle préfecture de Nara, faisant auparavant partie de la Préfecture d'Osaka, a été officiellement crée en 1887.

## Géographie
|                    | Préfecture de Kyoto    |                   |
| Préfecture d'Osaka | Nara                   | Préfecture de Mie |
|                    | Préfecture de Wakayama |                   |

### Villes
Liste des 12 villes de la préfecture :
| - Nara - Gojo - Gose - Kashiba - Kashihara - Katsuragi | - Ikoma - Sakurai - Tenri - Uda - Yamatokōriyama - Yamatotakada |

### Districts, bourgs et villages
Liste des 7 districts de la préfecture, ainsi que de leurs 15 bourgs et 12 villages :
| - District d'Ikoma - Ando - Heguri - Ikaruga - Sangō - District de Kitakatsuragi - Kanmaki - Kawai - Kōryō - Ōji | - District de Shiki - Kawanishi - Miyake - Tawaramoto - District de Takaichi - Asuka - Takatori - District d'Uda - Mitsue - Soni - District de Yamabe - Yamazoe | - District de Yoshino - Higashiyoshino - Kamikitayama - Kawakami - Kurotaki - Nosegawa - Ōyodo - Shimoichi - Shimokitayama - Tenkawa - Totsukawa - Yoshino |  |

## Jumelages
La préfecture de Nara est jumelée avec les municipalités ou régions suivantes :
- Shaanxi (Chine) depuis le 2 septembre 2011 ;
- Chungcheongnam-do (Corée du Sud) depuis le 26 octobre 2011 ;
- Canton de Berne (Suisse) depuis le 17 avril 2015.